# 扎木镇
扎木镇（藏語：སྤྲ་རྨོག，威利转写：spra rmog，藏语拼音：Zhamog或Zhamo）是西藏自治区林芝地区波密县的县政府驻地，位于318国道旁。据2000年统计，扎木镇人口有 6651人，邮政编码860300，代码542621，区号0894。

## 行政区划
扎木镇下辖以下地区：
扎木社区、通木村、娘那村、东若村、达兴村、扎木村、桑登村、巴琼村、岗巴村、卡达村和康木村。

## 历史
为古代波密地方政权的首府，1928年噶廈政府出兵驱逐了波密土王的女婿，扎木镇才完全纳入西藏地方政府的管理。

## 地理
尽管地处青藏高原，扎木镇气候温和湿润。年平均气温8.5℃，平均降水量876.9为毫米。